# الدعارة في فيتنام
الدعارة في فيتنام غير قانونية وتعتبر جريمة خطيرة. ومع ذلك، قدرت وزارة العمل والمعاقين والشؤون الاجتماعية في فيتنام (MOLISA) أن هناك 71,936 عاهرة في البلاد في عام 2013. وتشير تقديرات أخرى إلى أن العدد يصل إلى 200 ألف.
أفادت منظمات العاملين في مجال الجنس أن تطبيق القانون تعسفي وفاسد.
وأفادت وزارة العمل والمعاقين والشؤون الاجتماعية أنه في عام 2011، تم القبض على 750 عاهرة و300 قواد. تم إلغاء تراخيص أعمال 251 شركة بسبب تورطها في تجارة الجنس في ذلك العام.